# Wacław Wyrobek
Wacław Wyrobek (8. září 1835 Bestwinka – 1903) byl rakouský politik polské národnosti z Haliče, v 2. polovině 19. století poslanec Říšské rady.

## Biografie
Působil jako právník v Krakově. Vystudoval gymnázium v Krakově a Jagellonskou univerzitu. 4. září 1859 nastoupil jako auskultant k zemskému soudu v Krakově. Složil soudcovské zkoušky. Získal titul doktora práv a působil covy advokát v trestních záležitostech. Zasedal v městské radě v Krakově.
V únoru 1867 byl zvolen na Haličský zemský sněm za kurii venkovských obcí, obvod Osvětim, Kęty a Biała. Zemský sněm ho 2. března 1867 zvolil i do Říšské rady. Na mandát v Říšské radě rezignoval v roce 1869 během přestávky mezi IV. a V. zasedáním sněmovny.
V roce 1874 se přiznal, že zpronevěřil 72 000 zlatých z Kirchmayerovy konkurzní podstaty. Byl následně zatčen.